# ГЕС Мартіна
ГЕС Мартіна — гідроелектростанція на сході Швейцарії. Становить третій ступінь у гідровузлі, створеному в верхів'ях Інна (права притока Дунаю), знаходячись після ГЕС Праделла. Планується, що у другій половині 2010-х років розпочнеться будівництво четвертого ступеня, дериваційний тунель якого починатиметься від ГЕС Мартіна та завершуватиметься вже на території Австрії.
Вода для роботи станції надходить із нижнього балансуючого резервуару ГЕС Праделла, розташованого на правому березі річки Інн. На останній для спрямування у резервуар додаткового ресурсу споруджена гребля, крім того, сюди ж впадає притока Інна Праделла. Звідси до машинного залу, збудованого нижче по долині Інна, веде головний дериваційний тунель довжиною 14 км, який забезпечує напір у 111 метрів. На своєму шляху він також приймає ресурс зі ще однієї правої притоки Інна Асси. Підземний машинний зал станції обладнано двома турбінами типу Френсіс загальною потужністю 72 МВт, які забезпечують виробництво 290 млн кВт·год на рік.